# Living Coasts

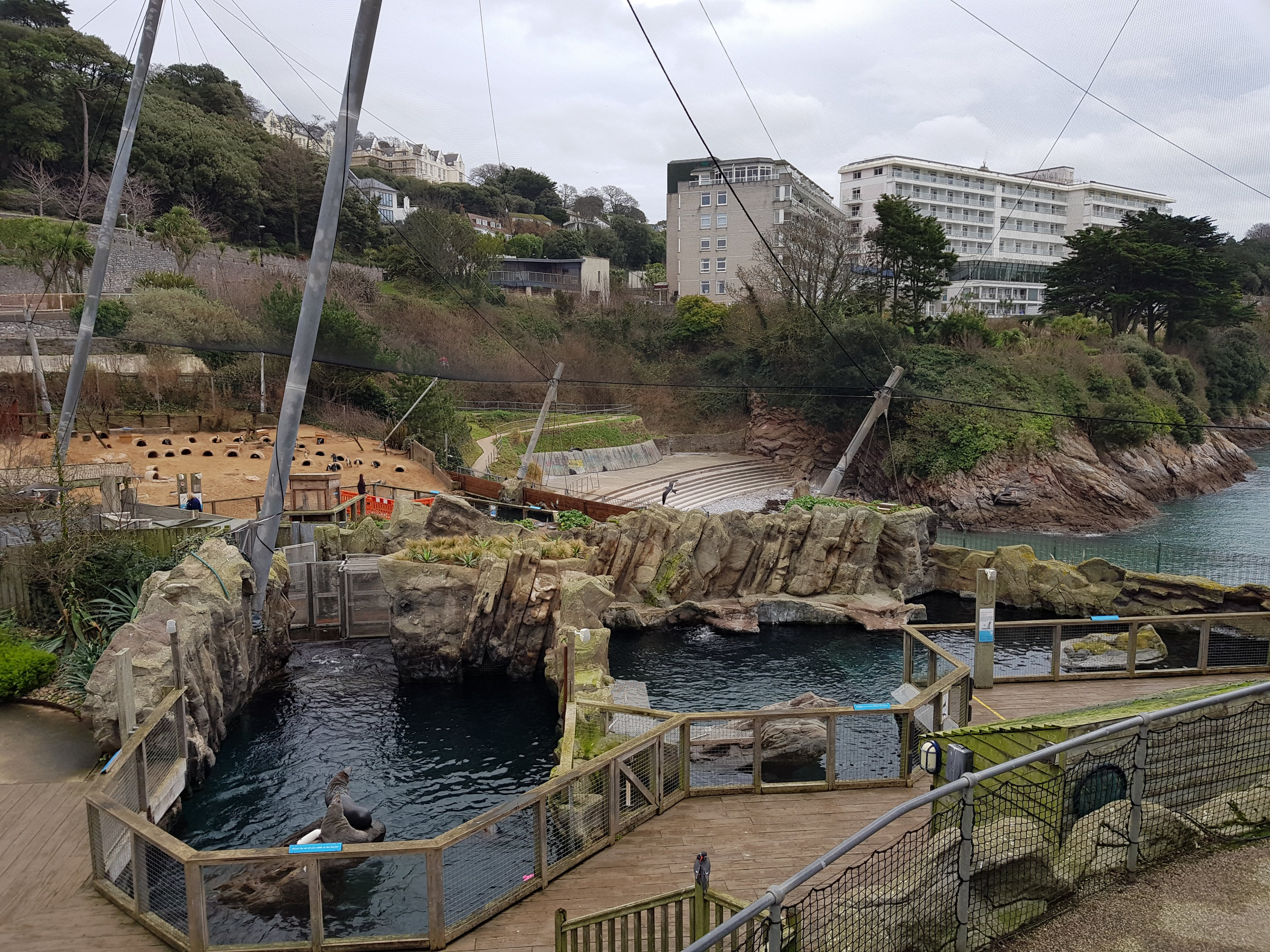
Robbenanlagen (2018)

Living Coasts war ein kleiner Zoo in Torquay, Devon, der sich auf wasserlebende Tiere spezialisiert hat. Der Zoo gehörte zum Paignton Zoo als Teil des Whitley Wildlife Conservation Trust, zu dem ebenso der Newquay Zoo gehört. Living Coasts war ein Mitglied der British and Irish Association of Zoos and Aquariums (BIAZA), der European Association of Zoos and Aquaria (EAZA) und der World Association of Zoos and Aquariums (WAZA).
Der Zoo war komplett mit einem großen Netz überspannt, so dass dort Seevögel frei herumfliegen konnten. Darunter befanden sich auch die einzelnen Gehege.

## Geschichte
Der Zoo wurde im Juli 2004 (80. Geburtstag des Paignton Zoos) eröffnet und wurde vor seiner Schließung von jährlich mehr als 100.000 Besuchern frequentiert. Im Juli 2009 wurden neue Aquarien zum Thema Mangroven eingeweiht. Im Zuge der Corona-Pandemie musste Living Coasts im Juni 2020 dauerhaft geschlossen werden.

## Gehege

### Auk Cliff
Hier lebten neben Gelbschopflunden auch Taubenteisten und Trottellummen.

### Penguin Beach
Im Penguin Beach konnten Goldschopf- und Brillenpinguine sowie die einzigen Küstenscharben außerhalb von Südafrika beobachtet werden.

### Seebären
Des Weiteren lebte hier eine Gruppe Südamerikanischer Seebären.